# 偏执狂机器人
《偏執狂機器人》（英語："Paranoid Android"）是英國另類搖滾樂團電台司令的歌曲，收錄在他們1997年第三張錄音室專輯 《OK電腦》中。主要由主唱湯姆·約克填詞，以在洛杉磯酒吧的不快經驗為題材，詞意陰暗但刻意營造出一股滑稽感。歌曲長約六分鐘，由四段迥異樂段組成，明顯受到披頭四《Happiness Is a Warm Gun》及皇后合唱團《波希米亚狂想曲》的啟發。《偏執狂機器人》取名自道格拉斯·亞當斯《銀河便車指南》系列中的“偏執狂機器人”馬文一角。
《偏執狂機器人》是《OK電腦》的首波主打單曲，甫發行便躋身英國單曲排行榜季軍寶座。
2006年用於WOWOW播出的動畫《死亡代理人》的片尾曲。

## 排行榜
| 排行榜 (1997)        | 最高排名 |
| -------------------- | -------- |
| 英國單曲排行榜       | 3        |
| 瑞典單曲排行榜       | 53       |
| 荷蘭單曲排行榜       | 61       |
| 澳大利亚唱片业协会榜 | 29       |

## 外部連結
- MusicBrainz上的Paranoid Android
- MusicBrainz上的Paranoid Android (CD1)
- MusicBrainz上的Paranoid Android (CD2)
- "Paranoid Android" （页面存档备份，存于） 於YouTube上的音樂錄影帶